# Perinaldo
Perinaldo est une commune italienne de moins de 1 000 habitants située dans la province d'Imperia, dans la région Ligurie, dans le nord-ouest de l'Italie.

## Histoire
Selon les historiens anciens, il fut construit vers l'an 1000 sur ordre de Renaud, de la puissante famille des comtes de Vintimille, d'où son nom. En réalité, le toponyme Perinaldo vient du mot Podium Rainaldi[5] littéralement « colline de Renaud ». La légende raconte que le château local aurait accueilli des réfugiés de la villa Gionco voisine, incendiée lors d'une attaque des Sarrasins.
Le château est déjà mentionné dans une déclaration de 1164 de Guidone Guerra, comte de Vintimille, qui s'engagea à protéger la personne et les biens de l'évêque de Nice, offrant en garantie des sujets des fiefs de Sospel, Roquebrune-Cap-Martin, Perinaldo et Pigna.
En 1220, le château de Perinaldo s'était déjà constitué en municipalité, élisant ses propres consuls pour représenter la communauté.
Suite à l'affaiblissement des comtes de Vintimille et au renforcement du pouvoir de Gênes sur les territoires de la Ligurie occidentale, le comte Oberto vendit les fiefs de Perinaldo et de Gionco au Génois Fulcone da Castello en 1228, qui les conserva jusqu'en 1251, date à laquelle ils furent à nouveau vendus à Zaccaria de Castro.
Les fiefs de Perinaldo restèrent la propriété de la famille Zaccaria jusqu'en 1288, date à laquelle ils furent rachetés par l'amiral génois Oberto Doria. Avec les territoires de Dolceacqua, Apricale et Isolabona, ils formèrent le noyau le plus ancien de la seigneurie gibeline des Doria.
La famille Doria fit de son domaine le point de ralliement des Gibelins génois, qui luttèrent farouchement contre les Guelfes de Monaco, menés par la famille Grimaldi. Cette rivalité perdura jusqu'en 1491, année où les deux familles s'allièrent suite au mariage de Luca Doria (it) et de Francesca Grimaldi de Monaco.
Mais la paix ne dura que quelques années, car en 1523, le fils de Luca, Bartolomeo II Doria, dans l'intention de créer une seule grande seigneurie entre Dolceacqua et Monaco, assassina son oncle maternel Luciano I de Monaco. Suite à ce crime, pour échapper au bannissement de l'empire, Doria fit un acte solennel de vassalité envers le duc Charles III de Savoie, et ainsi Perinaldo, avec les autres châteaux, devint un protectorat du duché de Savoie à partir de 1524.
En 1580, la communauté de Perinaldo, avec l'approbation de Giulio Doria, rédigea de nouveaux statuts communautaires composés de 169 articles, rédigés en italien, constituant l'un des documents statutaires les plus complets et les plus importants de toute la région.
En 1625, les châteaux Doria entrèrent en guerre aux côtés du duc de Savoie contre la république de Gênes. Mais la politique incertaine du seigneur de Dolceacqua, qui, tout en se déclarant allié du duc, favorisa en réalité l'avancée des Génois. Cette situation conduisit à l'occupation des possessions Doria par le duc, qui ne fut résolue qu'en 1652, année où les seigneurs féodaux durent jurer définitivement obéissance à la Savoie, voyant ainsi leur fief élevé au rang de marquisat. À Perinaldo, ce serment eut lieu le 10 avril, célébré sur la place devant l'église paroissiale de San Nicola da Bari, en présence de tous les chefs de famille du district.
En 1640, les frères de l'ordre de Saint-François s'installèrent dans la ville et construisirent un couvent à côté de l'église San Sebastiano. On leur attribue une importante innovation agricole, puisqu'ils remplacèrent la culture de l'olivier olivastro par la variété actuelle Taggiasca, toujours utilisée aujourd'hui.
En 1672, le déclenchement d'un nouveau conflit entre Gênes et la Savoie toucha directement les châteaux de la seigneurie des Doria. Le 28 août, la milice corse, combattant pour la république de Gênes, encercla le château de Perinaldo et, après une longue résistance, parvint à briser les portes des remparts et à pénétrer dans la ville, semant la mort et la terreur parmi les habitants.
Administrativement, le territoire de Perinaldo fut rattaché à la province de Nice (1723), puis à la province de Sospel (1729) du royaume de Sardaigne.
Occupé par les troupes françaises en 1793, Napoléon Bonaparte et le général André Masséna y passèrent l'année suivante, passant la nuit au château Maraldi et au palais d'Allavena. Suite à cette visite et en référence à la réorganisation territoriale de la région, Perinaldo fut élu chef-lieu de canton à la place de Dolceacqua, dans l'arrondissement de Menton, département des Alpes-Maritimes.
Avec le rattachement de cette partie du territoire occidental au Premier Empire français en 1805, Perinaldo passa dans l'arrondissement de Sanremo, toujours dans le même département. La chute de Napoléon Bonaparte (1814) et le congrès de Vienne qui s'ensuivit ramenèrent le territoire au royaume de Savoie, dans le comté puis la division de Nice. Faisant partie du royaume d'Italie de 1861 à 1926, le territoire fut inclus dans le IIIe district de Dolceacqua, dans le district de Sanremo, et dans la province de Nice (plus tard province de Porto Maurizio et, à partir de 1923, province d'Imperia).
De 1973 au 30 avril 2011, il faisait partie de la communauté de montagne d'Intemelia.
Perinaldo fait partie de la seigneurie puis du marquisat de Dolceacqua, dépendance du comté de Nice.
Annexée à la France avec celui-ci en 1793, Perinaldo devient chef-lieu de canton du département des Alpes-Maritimes.

## Culture

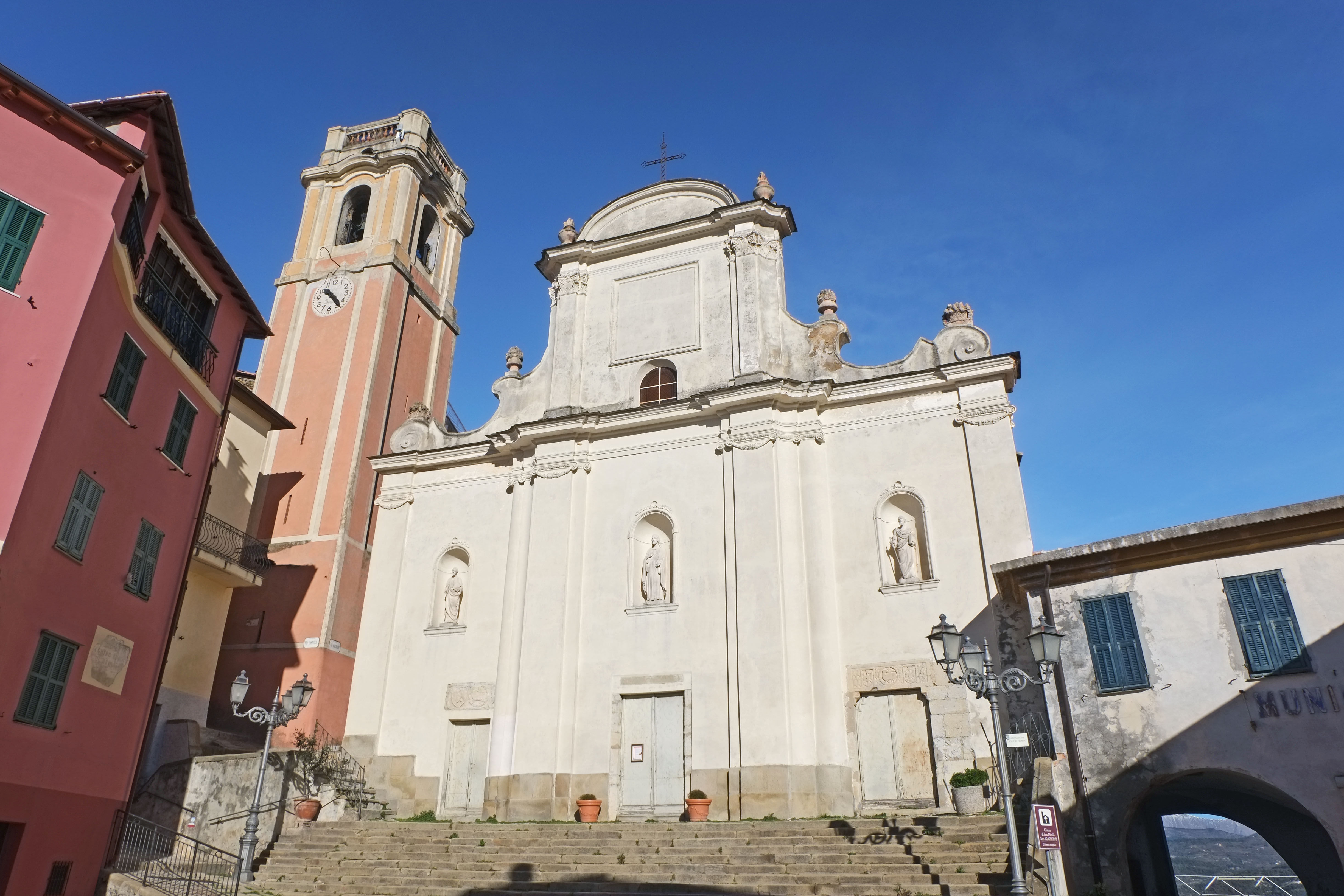
L’église San Nicolò.

## Monuments et patrimoine
- L'observatoire astronomique est situé à l'extrémité est du centre habité de Perinaldo.
- Le Castello Maraldi, considéré la maison natale de l'astronome Giovanni Domenico Cassini, accueillit Napoléon Bonaparte et son général Massena durant la campagne d'Italie.
- San Nicolò, église paroissiale: sur l'architrave de la porte droite se trouve la date 1489. Dans la nef droite on peut admirer le tableau « des âmes » attribué à Guercino et à son école.

## Administration
| Période                                  | Période  | Identité           | Étiquette | Qualité |
| ---------------------------------------- | -------- | ------------------ | --------- | ------- |
| 5 avril 2005                             | En cours | Patrizia Guglielmi |           |         |
| Les données manquantes sont à compléter. |          |                    |           |         |

### Hameaux
Negi, Suseneo

### Communes limitrophes
Apricale, Bajardo, Dolceacqua, San Biagio della Cima, Sanremo, Seborga, Soldano, Vallebona

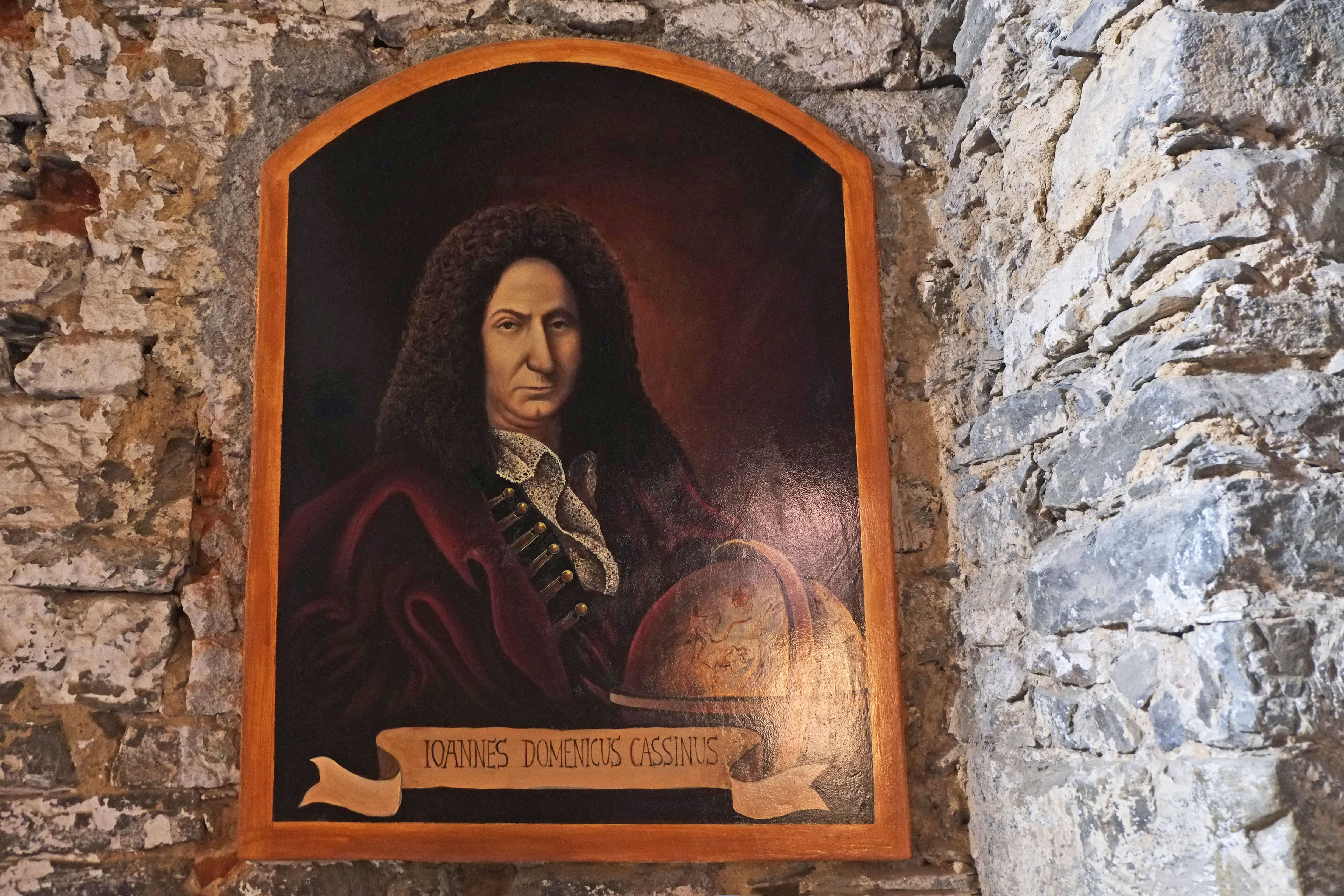
Portrait de Giovanni Domenico Cassini dans la rue homonyme.

## Personnalités liées à la commune
- Quinto Albicocco, directeur de photographie pour le cinéma (1913-1995)
- Antoine Arnaldi, coureur cycliste, (1911-1992)
- Jean-Dominique Cassini, Giovanni Domenico Cassini (Cassini Ier), astronome franco-italien (1625-1712)
- Giacomo Filippo Maraldi, astronome, (1665-1729)
- Giovanni Domenico Maraldi, astronome, neveu du précédent (1709-1788)

## Jumelages
- Tourves (France)
- Buey Arriba (Cuba)